# 聖林園
聖林園（Sacro Bosco）是位於義大利拉吉歐大區維泰博省博馬爾佐的風格主義紀念性建築群，又稱博馬爾佐花園，或以建築風格俗稱怪獸花園（Parco dei Mostri）。
該園由長期資助藝術家的皮爾·弗朗切斯科·奧爾西尼在1552年時為了紀念亡妻所建，由各種怪誕雕塑、噴泉及紀念碑組成。奧爾西尼去世後，該花園花園一度廢棄。幾個世紀以後，當藝術家薩爾瓦多·達利造訪了這座花園，並拍攝了一部關於該公園的短片及完成一幅在以該公園為背景的畫作後，公眾對此的興趣才被重新點燃。